# オーガスタス・ゲスリング
オーガスタス・M・ゲスリング（英: Augustus M. Goessling、1878年11月17日 - 1963年8月22日）は、アメリカ合衆国の水球、平泳ぎ、背泳ぎ選手。
ミズーリ州セントルイス生まれ。1904年のセントルイスオリンピックで水球チーム「ミズーリアスレチッククラブ」の一員として銅メダルを獲得した。4年後のロンドンオリンピックでも個人で100m背泳ぎと200m平泳ぎに出場したが、いずれも一回戦で敗退した。故郷のセントルイスにて没。